# Zacharie Bababaswe
 (juillet 2018).
Si vous disposez d'ouvrages ou d'articles de référence ou si vous connaissez des sites web de qualité traitant du thème abordé ici, merci de compléter l'article en donnant les références utiles à sa vérifiabilité et en les liant à la section « Notes et références ».
Zacharie Bababaswe Wishiya, né le 15 septembre 1964 à Namur en Belgique, est un homme politique de la république démocratique du Congo.
Il est élu le 28 novembre 2011 au poste de député à l’Assemblée nationale de la république démocratique du Congo pour la circonscription de Lukunga à Kinshasa.

## Biographie
Son père, Timothé Wishiye Tshinyi, est un soldat de génie militaire mort sous le drapeau en mission et sa mère, Thérèse Bukumba Mamba, couturière. Il est l’ainé de 11 enfants, cinq fils et six filles.
Bababaswe est élève à l'Institut Mapinduzi à Likasi au Katanga et obtient son diplôme d’État aux humanités littéraires option latin-philosophie en 1983. Il étudie à l’Institut pédagogique national à Kinshasa où il obtient un graduat en pédagogie appliquée option histoire et sciences sociales en 1989, et une licence en pédagogie appliquée option histoire en 1994.